# Wera Stramkouskaja
Wera Stramkouskaja (belarussisch Вера Валянцінаўна Страмкоўская; * 21. November 1958 in Engels, Russische SFSR, Sowjetunion) ist eine belarussische Rechtsanwältin und Menschenrechtsaktivistin.

## Leben
Stramkouskaja studierte bis 1980 Rechtswissenschaft an der Belarussischen Staatlichen Universität in Minsk. Zwischenzeitlich arbeitete sie im Justizministerium der Weißrussischen SSR. Nach der politischen Wende in der Sowjetunion und deren Zerfall absolvierte sie ein Studium an der Verwaltungsakademie Minsk, das sie 1995 abschloss.
Seit 1988 arbeitet Stramkouskaja als Strafverteidigerin und vertritt insbesondere Regimekritiker. Sie tritt öffentlich gegen die Todesstrafe und für bessere Haftbedingungen ein.
1996 war sie als Rechtsberaterin für das Präsidialamt tätig, legte ihr Amt aber aus Protest gegen die Politik von Präsident Aljaksandr Lukaschenka nieder. Sie arbeitete als Chefanwältin des belarussischen Helsinki-Komitees für Menschenrechte und wurde 1998 Vorsitzende des nichtstaatlichen Menschenrechtszentrums in Minsk.
Nachdem sie ehemalige Parlamentsabgeordnete – in von Beobachtern als politisch motiviert eingeschätzten Prozessen – verteidigt und 1998 auf einer Veranstaltung der International League for Human Rights über die Menschenrechtslage in Belarus gesprochen hatte, wurde ihr mit dem Entzug der Anwaltszulassung gedroht. Es wurden wiederholt Strafverfahren wegen ihrer beruflichen Tätigkeiten gegen sie angestrengt. Zudem wurde ihr mehrfach die Ausreise zu Menschenrechtskonferenzen erschwert.
1999 wurde sie mit dem Menschenrechtspreis des Deutschen Richterbundes und dem Menschenrechtspreis der American Bar Association ausgezeichnet. Sie hat einen Sohn und lebt in Göteborg.